# Kenneth Perez
Kenneth Perez (* 29. srpna 1974 Kodaň) je dánský fotbalový obránce, který nyní působí v nizozemském týmu FC Twente, kam v roce 2008 přestoupil z Ajaxu. Předtím, než přišel do Nizozemska nastupoval za dánský klub FC Kodaň.
Nejčastěji hraje levé křídlo, navíc v Alkmaaru vylepšil hlavně svou techniku a je to i velmi silový hráč, jeho driblérské schopnosti jsou považovány jako jedny z nejlepších v nizozemské lize.
Dánský reprezentační dres si oblékl i na mistrovství světa ve fotbale v roce 2002 a na mistrovství Evropy v roce 2004.